# Рудра
Рудра (санскр. रुद्र, IAST: rudra, яростный, ревущий, красный) — ведийское божество и одна из форм индуистского бога Шивы, связанная со смертью, охотой, грозой, ветром, бурей, исцелением. Рудра персонифицирует гнев, ярость.

## Рудра в Ведах
Целиком в Ригведе Рудре посвящено три или четыре гимна:
1. I, 43. — К Рудре (и Соме)[8].
2. I, 114. — К Рудре.
3. II, 33. — К Рудре.
4. VII, 46. — К Рудре.

Всего же в «Ригведе» можно найти около 75-ти обращений к Рудре, основным мотивом которых является просьба о милосердии:
मा नस्तोके तनये मा न आयौ मा नो गोषु मा नो अश्वेषुरीरिषः
वीरान मा नो रुद्र भामितो वधीर्हविष्मन्तःसदमित तवा हवामहे
mā nastoke tanaye mā na āyau mā no goṣu mā no aśveṣurīriṣaḥ
vīrān mā no rudra bhāmito vadhīrhaviṣmantaḥsadamit tvā havāmahe
Ни детям нашим (или) внукам, ни нашему сроку жизни, ни нашим коровам, ни коням не причини вреда!
Не убей, о Рудра, рассвирепев, наших мужей! С жертвенными возлияниями мы всегда призываем тебя. (I, 114.)
Он описывается могучим богом, вооружённый луком и чёрными стрелами, быстро летящий, носящим косу, сопровождаемый Марутами. Рудра считался приносящим болезни, а также тем, кто излечивал от них: к нему обращались с молитвами о здоровье и именовали «[Имеющим] успокаивающее целебное средство» (1.43.4), «[Обладателем] тысячи целебных средств» (7.46.3), «Самым исцеляющим из целителей» (2.33.4) — эта связь Рудры с болезнями и излечением уже в пуранический период отразилось в целом ряде эпитетов, например Вайдьянатха (санскр. वैद्यनाथ, IAST: vaidyanātha)) — Владыка врачей.

«Ригведа» неоднократно называет Рудру «Гхора» (санскр. घोर, IAST: ghora) — страшный, яростный, неистовый — и обращается к Рудре с просьбами о милости к молящимся ему. Это слово, однако, имеет и другое, менее известное значение: Безупречный; Безукоризненный; Прекрасный. Это значение напрямую перекликается с эпитетами Рудры как Верховного Управителя: РВ 6.49.10 называет Рудру Отцом мироздания (IAST: bhuvanasya pitaraṃ)):
भुवनस्य पितरं गीर्भिराभी रुद्रं दिवा वर्धया रुद्रमक्तौ
बर्हन्तं रष्वमजरं सुषुम्नं रधग घुवेम कविनेषितासः
bhuvanasya pitaraṃ ghīrbhirābhī rudraṃ divā vardhayā rudramaktau
bṛhantaṃ ṛṣvamajaraṃ suṣumnaṃ ṛdhagh ghuvema kavineṣitāsaḥ
Этими хвалебными песнями отца мироздания Рудру днем я хочу усилить, Рудру - ночью!
Могучего, высокого, нестареющего, очень благожелательного мы хотим призвать, как следует, вдохновленные поэтом.
В другом месте (РВ 2.33.9) Рудра именуется «Владыкой этого огромного мира» (IAST: īśānādasya bhuvanasya)
सथिरेभिरङगैः पुरुरूप उग्रो बभ्रुः शुक्रेभिः पिपिशेहिरण्यैः
ईशानादस्य भुवनस्य भूरेर्न वा उ योषद रुद्रादसुर्यम
sthirebhiraṅghaiḥ pururūpa ughro babhruḥ śukrebhiḥ pipiśehiraṇyaiḥ
īśānādasya bhuvanasya bhūrerna vā u yoṣad rudrādasuryam
С твердыми членами, многообразный, грозный, бурый украсил себя яркими золотыми украшениями.
От владыки этого огромного мира, от Рудры никогда ведь не отдаляется асурская сила!
В одном из гимнов Ригведы «Двумя Рудрами» называются Митра и Варуна(5.70).

Прилагательное «шивам» (санскр. शिवं, IAST: śivaṃ, благоприятный) впервые по отношению к Рудре встречается в «Ригведе» в 10.92.9:
सतोमं वो अद्य रुद्राय शिक्वसे कषयद्वीराय नमसादिदिष्टन
येभिः शिवः सववानेवयावभिर्दिवःसिषक्ति सवयशा निकामभिः
stomaṃ vo adya rudrāya śikvase kṣayadvīrāya namasādidiṣṭana
yebhiḥ śivaḥ svavānevayāvabhirdivaḥsiṣakti svayaśā nikāmabhiḥ
Направьте сегодня с поклоном вашу хвалу Рудре умелому, повелевающему мужами,
(А также тем) стремительно движущимся, с которыми благожелательный, охотно помогающий следует с неба, прекрасный сам по себе - с ними, приверженными.
В «Яджурведе» Рудре посвящёно уже довольно большое количество гимнов и к моменту их кодификации эпитет «Шива» уже прочно занимает место если не основного имени, с которым обращаются к Рудре, то по крайней мере, становится одним из основных его эпитетов. На этот факт указывает использование эпитета в одном Рудра-сукте — одном из важнейших как для развившейся из культа Рудры религиозно-философских школ, шиваизма, так и для развившегося из ведизма смартизма По мнению Дандекара, Чакраварти, Чаттерджи и других, к моменту кодификации Рудра-сукты уже произошло слияние ведийского Рудры (санскр. красный) и прото-дравидийского божества Шивы или Сивы (дравидск.красный) из-за близости культов и имён и эпитет стал превращаться в основное имя.
Хотя «Ригведа» даёт очень мало материала о доведийском культе Рудры, Дандекар на основе анализа текстов «Ригведы» и материала из раскопок Хараппской цивилизации сделал предположение о распространённости прото-культа ведийского Рудры и/или других, близких Рудре, божеств, чьи культы в дальнейшем были ассимилированы культом Рудры.
В ведийском брахманизме Рудре-Шиве не поклоняются, а просят удалиться и не вредить.
К эпическому периоду, к началу составления Махабхараты и Пуран, слово «Рудра» уже практически полностью превратилось из основного имени в один из наиболее употребляемых эпитетов. При этом, по мнению Дандекара, первоначальное значение дравидийского слова «шива» забылось и на первый план вышло его санскритское значение — «благой».

## Рудра в Типитаке
Рудра под именем «Исана» (санскр. Ишана) отображен в палийском каноне, где он является одним из четырёх властителей мира Таватимсы, наряду с буддийскими Индрой (Саккой), Варуной и Паджапати.

## Рудра в пуранах
Согласно пуранам, Рудра произошёл из чела Брахмы. Он явился воплощением всего самого разрушительного и устрашающего, что можно было найти в богах. Покинув место своего рождения, Рудра удалился ото всех богов на север Индии в горы. Данное божество было властелином над всеми животными, и как следствие, имело ещё одно имя — Пашупати, то есть Хозяин Зверей.
Изображался он в виде охотника, одетого в звериные шкуры, с чёрными волосами, стянутыми в узел. В этом облике он путешествовал по миру, охотился в лесах с помощью своего лука и чёрных стрел.
Женой Рудры была Сати, дочь властелина всех созданий Дакши. Сати безумно любила своего мужа и даже принесла себя в жертву, узнав, что при дележе жертв Рудре не выделили ничего.
От Рудры произошли на свет Рудры — ужасные, похожие на змей исчадия, которые всюду следовали за отцом и бросались на всех, кого видели.
Второе поколение, произошедшее от Рудры, было не таким ужасным. Это были Маруты, божества бури. Маруты произошли от связи Рудры с Землёй, причём Земля приняла облик пятнистой коровы, а Рудра — быка. Его сыновья стали армией и всюду сопровождали его в его славных подвигах и битвах с асурами и ужасными чудовищами.
Рудра Хираньявартани — стремительная сила и движение на пути света.
Рудра-шакти — сила Рудры.
Рудры — некие стремительные и свирепые; группа божеств, иногда идентифицируемая в Ведах с Марутами; впоследствии, 11 или 33 младших божества, ведомых Рудрой-Шивой.